# Fabrizio Jara
Fabrizio Jesús Jara Ledesma (19 de agosto de 2002, Paraguay) es un futbolista paraguayo que juega como centrocampista en el Club Nacional de la Primera División de Paraguay.

## Trayectoria
Fabrizio Jara se formó en las divisiones juveniles del Club Cerro Porteño. Debutó en la Primera División de Paraguay el 1 de diciembre de 2023, ingresando en el segundo tiempo en la victoria 4-0 sobre Club Guaraní.
En 2024, se unió al Club Nacional, donde continúa su carrera profesional.

## Estadísticas

### Clubes
| Temporada     | Equipo             | Liga | Partidos | Goles | Copas nacionales | Partidos | Goles | Copas internacionales | Partidos | Goles | Total | Partidos | Goles |
| ------------- | ------------------ | ---- | -------- | ----- | ---------------- | -------- | ----- | --------------------- | -------- | ----- | ----- | -------- | ----- |
| 2023          | Club Cerro Porteño | PD   | 1        | 0     | CP               | 1        | 0     | CL                    | --       | --    | --    | --       |       |
| 2024          | Club Nacional      | PD   | 24       | 2     | CP               | 3        | 0     | CL                    | --       | --    | --    | --       |       |
| 2025          | Club Nacional      | PD   | 3        | 0     | CP               | 0        | 0     | CL                    | --       | --    | --    | --       |       |
| Total carrera | Total carrera      |      | 28       | 2     |                  | 4        | 0     |                       | --       | --    |       | --       | --    |